# Fata Morgana (гурт)
Fata Morgana — гурт, який був заснований в Одесі музикантом і композитором Віталієм Бібіковим. У початковий склад групи входили: Ігор Болдін (клавішні), Валерій Кушнір (бас), Віталій Бібіков (гітара, флейта). Поєднання електронних та акустичних інструментів створює теплий, прозорий звук. Композиції в основному мають інструментальний характер, і, якщо судити за часом звучання, переходять у великі форми. Творчі задуми повністю розкрилися в процесі студійних експериментів при використанні поліфонічних синтезаторів, різних електронних ефектів та природних звуків. Одним з результатів цих експериментів і є записаний в 1995 році альбом «Mystery.» Він містить в собі єдиний тематичний образ, послідовно розкривається від містичних тем до яскравої заключної композиції «Світлий день граючих променів».

### Fata Morgana, Mystery (1995)
- Beginning (14:32)
- In The Depths Of Future (7:25)
- Perisong (6:40)
- Jungle (11:15)
- Light Day At The Playing Rays (4:22)